# Cross-Border Intraday Market Project
Das Cross-Border Intraday Market Project (XBID) ist ein Projekt der Europäischen Kommission mit dem Ziel der Etablierung einer Intraday-Handelsplattform für kontinuierliche, transnationale Stromüberführungskapazitäten innerhalb des Europäischen Verbundnetzes. Die Grundlagen hierfür wurden mit der Richtlinie „Capacity Allocation and Congestion Management“ (CACM) gelegt.

## Implementierung
Seit 2010 arbeiten deshalb die Europäischen Strombörsen APX, Belpex, EPEX SPOT, GME, Nord Pool Spot und OMIE sowie Übertragungsnetzbetreiber aus 12 Mitgliedsländern an der Umsetzung der Richtlinie.
Erster Handel, Versteigerung und Vergabe dieser Übertragungskapazitäten fand am 12. Juni 2018, mit ersten erfolgreichen Lieferung am darauffolgenden Tag, statt.

## Ziel der Einführung
Erhofft wird durch den Handel an der zukünftigen XBID:
- eine bessere Synchronisation der bisher unterschiedlichen Handelsformen von Strom und Ausgleichsenergie
- Implementierung von Preisfindungsmechanismen für die Bereitstellung von Übertragungskapazität
- besseres Engpass-Management in den transnationalen Stromnetzen
- höhere Integration von Erneuerbaren Energien auf dem Strommarkt

Insgesamt soll der Stromhandel innerhalb der EU dadurch effizienter werden, d. h., wenn beispielsweise ein Spot-Strompreis in einem EU-Land niedriger ist, soll dies als Reaktion einen höheren Verkauf von Strom in Nachbarländer mit höherem Spot-Strompreis zur Folge haben, was bisher nicht immer der Fall war. Zudem werden bisher die Kosten zur Bereitstellung von Übertragungskapazität nicht eingepreist.